# Macromia margarita
Macromia margarita är en trollsländeart som beskrevs av Westfall 1947. Macromia margarita ingår i släktet Macromia och familjen skimmertrollsländor. IUCN kategoriserar arten globalt som nära hotad. Inga underarter finns listade i Catalogue of Life.